# George Frederik I van Brandenburg-Ansbach
George Frederik I van Brandenburg-Ansbach bijgenaamd de Oudere (Ansbach, 5 april 1539 – aldaar, 25 april 1603) was van 1543 tot aan zijn dood markgraaf van Brandenburg-Ansbach, hertog van Jägerndorf en Hertog van Opole-Ratibor, van 1557 tot aan zijn dood markgraaf van Brandenburg-Kulmbach en van 1577 tot aan zijn dood regent van het hertogdom Pruisen. Hij behoorde tot het huis Hohenzollern.

## Levensloop
George Frederik werd geboren als de enige zoon van markgraaf George van Brandenburg-Ansbach en diens derde echtgenote Emilie van Saksen, dochter van hertog Hendrik van Saksen. Zijn vader overleed in 1543, toen hij amper vier jaar oud was. Zijn moeder bekommerde zich om de opvoeding van George Frederik, terwijl keurvorst Joachim II Hector van Brandenburg, keurvorst Johan Frederik van Saksen en landgraaf Filips I van Hessen zijn voogden werden. Zijn vader had in zijn testament bepaald dat het vorstendom Brandenburg-Ansbach en de Silezische bezittingen als stadhouder en regent moesten bestuurd worden door de keizerlijke landrechter van Neurenberg en landvoogd Friedrich von Knobelsdorff van Ansbach, wat echter betwist werd door markgraaf Albrecht Alcibiades van Brandenburg-Kulmbach. Op 13 mei 1544 bevestigde keizer Karel V tijdens de Rijksdag in Spiers het testament van George.
In 1558 huwde hij met zijn eerste echtgenote Elisabeth (1540-1578), dochter van markgraaf Johan van Brandenburg-Küstrin. Het huwelijk bleef kinderloos en Elisabeth stierf in 1578 tijdens een reis naar Oost-Pruisen. In 1579 hertrouwde hij met Sophia (1563-1639), dochter van hertog Willem de Jongere van Brunswijk-Lüneburg, maar ook dit huwelijk bleef kinderloos. 
Als gevolg van de Tweede Markgravenoorlog werden in 1553 de bezittingen van markgraaf Albrecht Alcibiades van Brandenburg-Kulmbach door keizer Karel V afgenomen, waarna ze aan George Frederik werden gegeven. Bij het aantreden van keizer Ferdinand I in 1556 werd hij officieel markgraaf van Brandenburg-Ansbach en hertog van de Silezische districten Jägerndorf, Beuthen en Oderberg. Door de interventie van Ferdinand verloor het huis Hohenzollern echter de hertogdommen Opole en Ratibor om zo een groot aaneengesloten Hohenzollern-rijk te vermijden. 
Toen hertog Albrecht Frederik van Pruisen steeds meer geestelijk verward werd, werd George Frederik in 1577 tot regent van het hertogdom Pruisen benoemd, hoewel de Pruisische Staten zich hier hard tegen verzetten. In 1578 werd hij door koning Stefanus Báthory van Polen, de Pruisische landheer, officieel beleend met het hertogdom Pruisen. George Frederik ondertekende het Concordaat van de Lutheraanse Kerk van 1577 en het Concordiënboek van 1580.
Omdat hij geen mannelijke nakomelingen had, sloot hij in 1598 het Geraer Huisverdrag met de linie Ansbach-Jägerndorf van het huis Hohenzollern. Dit speelde een bestemmende en richtinggevende rol voor de familiepolitiek van het huis Hohenzollern. Het conflict met het huis Habsburg over het bezit van Jägersdorf zou later een van de oorzaken zijn van de Eerste Silezische Oorlog.
George Frederik bezat een buitengewoon talent voor administratiebeheer en voor financiële orde. In zijn Brandenburgse gebieden voerde hij een grondige hervorming in van de administratie. Op die manier kon hij het na de Tweede Markgravenoorlog verwoestte markgraafschap Brandenburg-Kulmbach naar een nieuwe economische bloei voeren en kon hij het militaire apparaat en de financiën grondig verbeteren. Via herstelbetalingen kon hij het kasteel Plassenburg en het markgraafschap Brandenburg-Kulmbach heropbouwen en ook liet hij ridders straffen die tijdens de Tweede Markgravenoorlog de kant van de vijand hadden gekozen. De Protestantse Kerk in zijn gebieden gaf hij een consistorie, in de stad Kulmbach stichtte hij een gymnasium en in de stad Heilsbronn opende hij een middelbare staatsschool.
Door zijn goede verhouding met de Poolse koning Stefanus Báthory kon hij de heerschappij over Pruisen weer herstellen en de recht en orde verbeteren. Talrijke ambtenaren uit zijn Brandenburgse gebieden werden naar Pruisen gestuurd om de administratie, het financieel wezen en de belastingen om te vormen naar het Brandenburgse voorbeeld.
George Frederik regeerde voornamelijk in Brandenburg-Ansbach en liet de regering van zijn Silezische gebieden over aan een door hem aangeduide regeringsraad. Een onderwerp dat conflicten veroorzaakte was de rechtspraak, wat tientallen jaren zou duren. De ene zijde van de Staten, vooral de landadel, de boeren en de burgerij, waren voor het Moravische Landrecht in de Boheemse taal, terwijl de andere zijde voorstander was van het Romeins recht in de Duitse adel. George Frederik kon de discussie hierover 15 jaar verhinderen door landrechters die handelden volgens het Moravische landrecht niet te benoemen, maar in 1561 vaardigde hij drie oordelen uit over het Moravische landrecht, wat zijn positie ondermijnde. Hierdoor moest hij uiteindelijk hertog George II van Brieg met dit onderwerp belasten en op 5 oktober 1566 werd de rechtspraak volgens de Moravische traditie ingevoerd. Later verbeterde George Frederik deze rechtspraak door sociale misstanden te bestrijden, wat de rechten van de landadel beknotte.
Als hertog van zijn Silezische bezittingen kon George Frederik zijn gebieden vrijwaren van financiële problemen, de vrede bewaren en zijn gebieden voor grote religieuze onrust behoeden. In april 1603 stierf hij op 63-jarige leeftijd en werd hij begraven in de Abdij van Heilsbronn.